# Excellent Cadaver

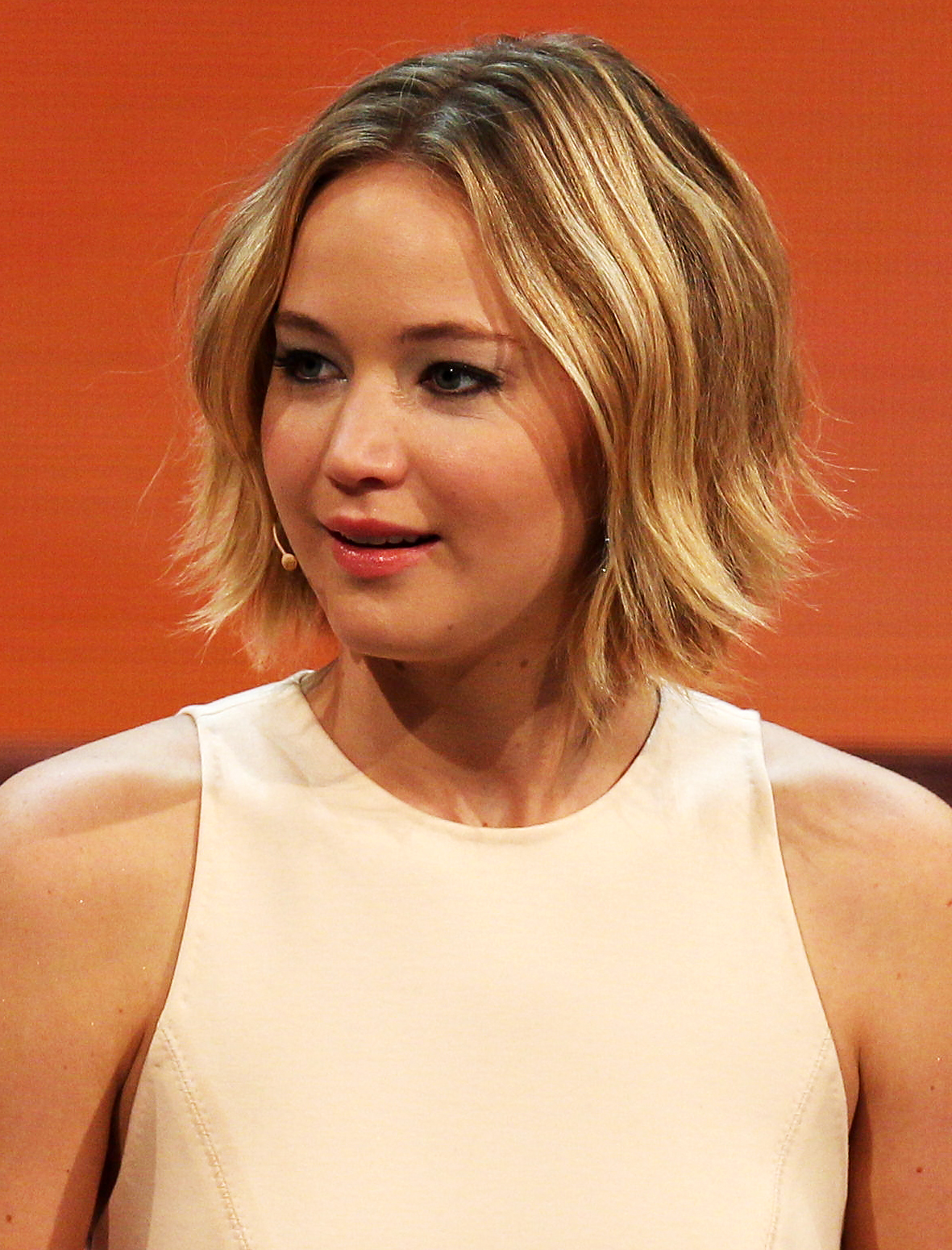
A fundadora da Excellent Cadaver, Jennifer Lawrence

Excellent Cadaver é uma produtora americana de cinema e televisão fundada pela atriz Jennifer Lawrence.

## História
Em 2018, a Excellent Cadaver foi fundada pela atriz Jennifer Lawrence. Lawrence produzirá com sua parceira de produção, Justine Polsky.
Em outubro de 2018, foi anunciado que a empresa havia assinado um primeiro contrato com a Makeready, que financiará e produzirá de forma independente com a Excellent Cadaver, ou através de acordos de finanças e produção da Makeready com a Universal Pictures e Entertainment One.